# Gläserzell
Gläserzell is een plaats in de Duitse gemeente Fulda, deelstaat Hessen, en telt 1168 inwoners (2002).